# Frumoasele de la lăptărie
Frumoasele de la lăptărie este un film original Disney Channel care le prezintă pe Alyson Michalka și Amanda Michalka, cunoscute ca Aly & AJ. A debutat în septembrie 2009 pe Disney Channel în România.

## Rezumat
Taylor și Courtney Callum sunt două surori răsfățate și bogate care au avut totul de-a gata. Tatăl lor este proprietarul unei lăptării extrem de profitabile. Afacerea le permite să trăiască mai mult decât confortabil, fetele având orice le cer inimioarele: ultimele haine ale designerilor de lux, mașini cool și un sac fără fund cu bani de cheltuială. Într-o bună zi, Taylor și Courtney se iau la harță prin casă spre disperarea tatălui, care e exasperat de mofturile lor. Bărbatul se hotărăște să dea milităria jos din pod și, ca pedeapsă și ultimă încercare de re-educare, le trimite să lucreze peste vară la lăptărie, sperând că astfel vor pricepe care este adevărata valoare a unui dolar. Acesta este însă doar începutul unor probleme mult mai grave pentru că, dintr-o dată, afacerea se îndreaptă vertiginos spre faliment punându-le pe tinerele răsfățate în fața primei decizii majore din viața lor. Ele au de ales între a renunța la existența lor egoistă și a salva astfel lăptăria, sau a-și vedea în continuare de ale lor, lăsând compania să se ducă de râpă.

## Actori
- Alyson Michalka - Taylor Callum
- AJ Michalka - Courtney Callum
- Jack Coleman - Reed Callum
- Michael Trevino - Jackson Meade
- Chris Grillanger - Phillipe
- Paula Brancati - Sarah Van Dyke
- Christian Serratos - Heather Perez
- Alex Hood - Richie
- Sandy Robson - Thomas
- Craig Eldridge - Wilbur Meade
- Sheila McCarthy - Fran Walker
- Michael Rhoades - Bob Fenwick
- Ron Gabriel - Melvin Melville
- Duane Murray - Big Pete
- Dylan Roberts - Ralph
- Stuart Clow - Keith Walker